# Julien Serrano
Julien Serrano (Aix-en-Provence, 13 febbraio 1998) è un calciatore francese, difensore del Rousset.

## Caratteristiche tecniche
È un terzino destro che all'occorrenza può giocare come difensore centrale.

## Carriera
Il 20 luglio 2017, Serrano firma il suo primo contratto da professionista con il Monaco firmando un contratto di tre anni.
Fa il suo debutto il 21 aprile 2018 nella partita per 3-1 contro il Guingamp. Il 4 agosto 2018 gioca per la sua prima volta la supercoppa francese contro il Paris Saint-Germain giocando tutta la partita.
Dopo avere giocato 11 gare in 2 anni tra campionato e coppe nel principato, il 5 luglio 2019 viene ceduto in prestito al Cercle Bruges.

## Statistiche

### Presenze e reti nei club
Statistiche aggiornate al 6 luglio 2019.
| Stagione        | Squadra         | Campionato      | Campionato | Campionato | Coppe nazionali | Coppe nazionali | Coppe nazionali | Coppe continentali | Coppe continentali | Coppe continentali | Altre coppe | Altre coppe | Altre coppe | Totale | Totale |
| Stagione        | Squadra         | Comp            | Pres       | Reti       | Comp            | Pres            | Reti            | Comp               | Pres               | Reti               | Comp        | Pres        | Reti        | Pres   | Reti   |
| --------------- | --------------- | --------------- | ---------- | ---------- | --------------- | --------------- | --------------- | ------------------ | ------------------ | ------------------ | ----------- | ----------- | ----------- | ------ | ------ |
| 2017-2018       | Monaco          | L1              | 4          | 0          | CF+CdL          | -               | -               | UCL                | -                  | -                  | SF          | -           | -           | 4      | 0      |
| 2018-2019       | Monaco          | L1              | 3          | 0          | CF+CdL          | 1+1             | 0               | UCL                | 1                  | 0                  | SF          | 1           | 0           | 7      | 0      |
| Totale Monaco   | Totale Monaco   | Totale Monaco   | 7          | 0          |                 | 2               | 0               |                    | 1                  | 0                  |             | 1           | 0           | 11     | 0      |
| Totale carriera | Totale carriera | Totale carriera | 7          | 0          |                 | 2               | 0               |                    | 1                  | 0                  |             | 1           | 0           | 11     | 0      |